# Western

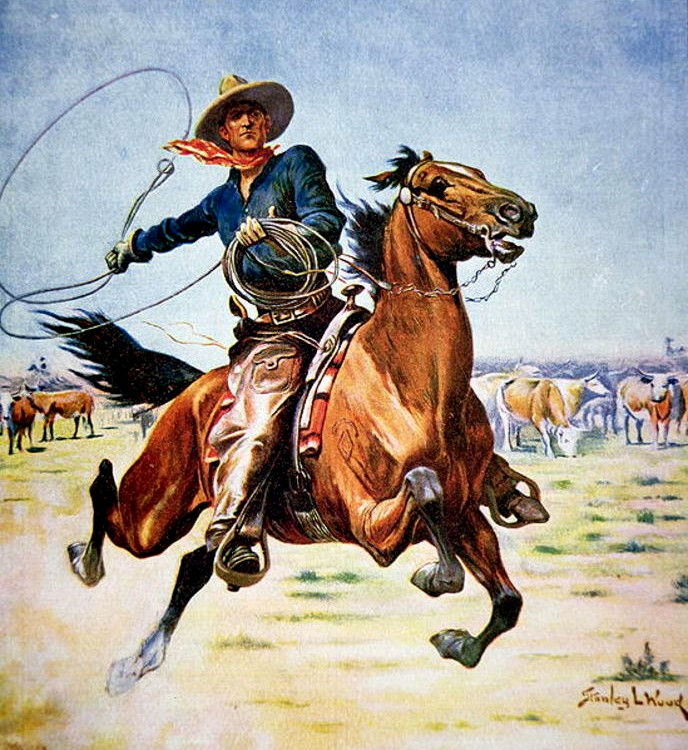
Illustrazione di un cowboy texano di Stanley L. Wood (1866-1928)

Il western è un genere artistico che racconta storie ambientate prevalentemente nella seconda metà del XIX secolo nell’ovest dell'America settentrionale (oggi USA e Messico), il cosiddetto “far west”, “vecchio west” o “selvaggio west”, come territorio di frontiera e di cercatori d'oro, cowboy, banditi e sceriffi, e naturalmente dei nativi americani.
Esportato da Buffalo Bill in Europa, con il suo circo Buffalo Bill Wild West Show (spettacolo del selvaggio ovest omonimo), il genere western è stato successivamente soggetto di quasi tutte le espressioni artistiche: cinema, teatro e opera lirica, letteratura, fumetti e cartoni animati, musica, spettacoli televisivi e radiofonici, videogiochi, ma anche scultura, pittura e fotografia. Spesso è proposto in una visione romantica, in quanto zona di frontiera, che dava un ideale di libertà e di speranza.
Tuttavia, il far west è stato anche una zona senza regole o con poche regole, dove le armi da fuoco (soprattutto revolver e carabine) erano spesso presenti insieme ai vari fuorilegge. Il genere western in Italia ha avuto molta risonanza, per esempio al cinema con gli spaghetti-western, nei fumetti, tra gli altri, con Tex Willer e Zagor, ma prima ancora nell'opera lirica con La fanciulla del West di Puccini del 1910.

## Definizione

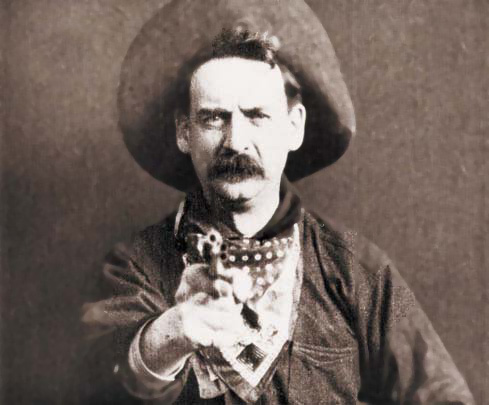
Justus D. Barnes, da The Great Train Robbery di Edwin S. Porter, del 1903

Le opere western sono solitamente ambientate nell'ovest americano del XIX secolo, tra la guerra di secessione che insanguinò quel paese (1861-1865) e la fine del XIX secolo. Spesso le vicende sono inserite proprio nell'ambito della guerra di secessione o hanno la guerra di secessione sullo sfondo, sebbene storicamente in quelle terre non sia mai stata combattuta. A volte, però, la loro collocazione temporale può essere anche precedente (ad es. il periodo coloniale, la corsa all'oro o la Guerra d'indipendenza) o successiva (i primi decenni del XX secolo), mentre quella geografica può estendersi dal Messico al Canada.
Gran parte dei western trattano di cavalieri erranti che vagano di città in città con tutti i loro beni: il vestito che indossano, un revolver, il Winchester ed un cavallo. Innovazioni quali il telegrafo, la fotografia e la ferrovia sono spesso presentate come invenzioni recenti, per sottolineare che l'azione si svolge sulla frontiera, con il progresso che incombe. Il western sfrutta questi semplici elementi per creare racconti moralistici, di solito ambientati tra i più spettacolari panorami d'America.
In alcuni film gli scenari assumono la stessa importanza dei personaggi o della vicenda: quando la storia vuole mettere in evidenza le asprezze della vita selvaggia a contatto con la natura, allora sono preferiti i fiumi e le foreste (Il grande cielo del 1952), i deserti (Sentieri selvaggi del 1956), le Montagne Rocciose (Corvo rosso non avrai il mio scalpo! del 1972) o le immense praterie (Balla coi lupi del 1990); altre volte, invece, ambientazioni più amene e 'facili' sono utilizzate per contrapporre la tristezza delle esistenze passate nelle città del west, sempre sporche e polverose, alla gioia di una vita trascorsa a contatto della natura (Mezzogiorno di fuoco del 1952).

## Canoni del western
I film di genere western solitamente propongono vicende che portano alla conquista di ambienti selvaggi ed alla sottomissione della natura in nome della civiltà, oppure alla confisca dei diritti territoriali degli indiani, gli abitanti originali del luogo. Frequenti sono le ambientazioni delle vicende in fortini isolati, ranch, insediamenti solitari, saloon o prigioni.
La società western è regolata, inoltre, da codici di onore piuttosto che dalla legge, tanto che i personaggi solitamente non hanno un ordine sociale più largo della comunità in cui vivono, della famiglia o di sé stessi. In questi ambiti piuttosto ristretti la reputazione dei singoli si fonda o sulla violenza o sulla generosità, perché la generosità crea una relazione di dipendenza nella gerarchia sociale. Da questo punto di vista le vicende western sono accomunabili a quelle del genere gangster o di vendetta. In particolare, il genere western pone questi temi in primo piano, descrivendo spesso il sopraggiungere della legge e del progresso come ineluttabile e negativo.
L'autore e sceneggiatore Frank Gruber ha individuato sette trame fondamentali per i western dalle quali poi si sviluppano trame più complesse:
- Storia della Union Pacific: La trama tratta della costruzione di una ferrovia, di una linea telegrafica o di qualche altro tipo di tecnologia moderna, nella selvaggia frontiera. Le storie di convogli ferroviari, e treni rientrano in questa categoria.
- Storia di ranch: La trama tratta di allevatori e cowboy che proteggono il ranch di famiglia dai ladri o grandi proprietari terrieri, che tentano di estromettere i veri e propri proprietari.
- Storia dell'impero: La trama prevede la costruzione di un impero, che sia un ranch o petrolifero, una classica trama dello straccione che diventa ricco e che spesso comporta un conflitto per le risorse, come l'acqua o i minerali.
- Storia di vendetta: La trama prevede spesso un elaborato inseguimento da parte di un individuo che ha subito un torto, ma può anche includere elementi del classico giallo.
- Storia di cavalleria e indiani: La trama ruota attorno al "domare" la natura selvaggia da parte dei coloni bianchi e/o al combattere i nativi americani.
- Storia di fuorilegge: Le bande di fuorilegge dominano l'azione.
- Storia di sceriffi: la trama si incentra sull'uomo di legge e le sue sfide.

## Icone
Vere "icone" del western sono il cappello da cowboy e gli speroni, le pistole Colt e la sfida al duello, il fucile Winchester, lo sceriffo, il saloon, il whisky, il poker, le prostitute-ballerine.

## Origini del mito del West

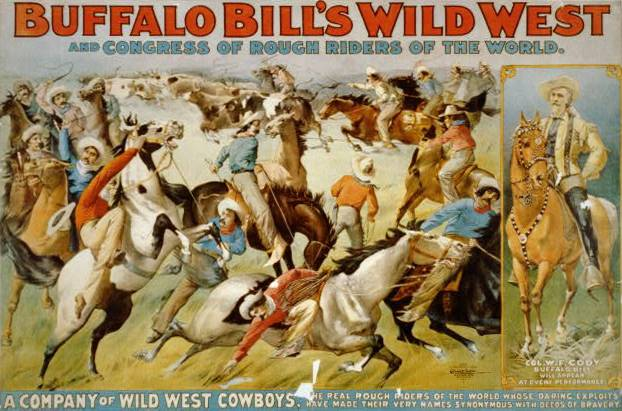
Una locandina per lo spettacolo "Wild West and Congress of Rough Riders of the World" di Buffalo Bill, del 1899

La visione mitica del Selvaggio West può essere fatta risalire almeno a Wild West and Congress of Rough Riders of the World (Il Selvaggio West ed il convegno dei cavalieri più duri al mondo), lo spettacolo che Buffalo Bill portò in giro per il mondo a partire dal 1883.
Nella letteratura si è invece iniziato solo nel 1902, con la pubblicazione de Il virginiano di Owen Wister. Non deve però essere dimenticato lo scrittore tedesco Karl May, che scriveva su questo tema già nel 1876. I suoi libri, inoltre, influirono molto sul connazionale Carl Laemmle, che poi sarebbe emigrato negli Stati Uniti, dove avrebbe fondato la Universal Pictures. May, da parte sua, si rifece ampiamente a James Fenimore Cooper, l'autore americano che nel 1826 scrisse L'ultimo dei Mohicani. Tra gli altri precursori americani di questo genere si ricordano anche Zane Grey, Louis L'Amour e Elmore Leonard. Tra gli autori italo-americani va ricordato Charles Angelo Siringo.
Da quanto detto si intuisce la lunga storia del mito del West e come in letteratura abbia dato vita ad un genere a sé stante prima ancora di diventarlo nel cinema. In estrema sintesi, i suoi punti caratterizzanti sono
1. la struttura ripresa dal melodramma del XIX secolo, che contrappone un eroe ad un cattivo che minaccia le virtù di un'eroina;
2. una storia di azione, fatta di violenze, inseguimenti e crimini, ambientata nell'ovest dell'America nel XIX secolo;
3. l'ambientazione della storia durante la conquista del West e la frontiera che viene sospinta sempre più a ovest come ne I pionieri di James Cruze e ne Il cavallo d'acciaio di John Ford, due film del 1924;
4. la vendetta, già presente in Billy the Kid di King Vidor del 1930.

## Il western e le arti figurative
Con l'acquisto della Louisiana da parte degli Stati Uniti nel 1803, il west ha cominciato ad essere un tema di ispirazione prima per pittori e scultori e solo successivamente venne reso popolare anche da spettacoli itineranti come Wild West di Buffalo Bill. Lo spirito celebrativo tipico di queste espressioni artistiche avrebbe influito non poco anche in letteratura e, nel XX secolo, nel cinema ed in televisione e perciò vantano un reale diritto di primogenitura sul genere western. In generale, inoltre, tanto la pittura che la scultura sono stati sempre ad esclusivo appannaggio di artisti americani o di europei trasferitisi negli Stati Uniti.

### Il western e la pittura
In molti casi il committente dei pittori era lo stesso Governo, come per James Otto Lewis (1799-1858), al quale nei primi anni venti del XIX secolo fu richiesto View of the Great Treaty Held at Prairie Du Chien (Scena dal grande trattato firmato a Prairie du Chien), che documenta l'incontro dominato da una grande bandiera americana. Nello stesso filone si pongono anche una serie di ritratti di capi indiani in visita a Washington richiesti a Charles Bird King (1785-1862) dal Bureaus of Indian Affairs (l'Ufficio per gli affari indiani). Le sue opere per molti anni a venire sarebbero state le più note rappresentazioni di quei popoli. Non bisogna, infine, dimenticare che il Parlamento americano commissionò a Seth Eastman (1808-1875), ufficiale ed insegnante di disegno all'accademia di West Point, diversi quadri per decorare la Camera dei Rappresentanti.
Ma molto più di questi quadri ufficiali, il tema western fu reso popolare attraverso le illustrazioni di romanzi e racconti che con gli anni acquistavano sempre maggiore popolarità, in particolare grazie al fenomeno editoriale tutto anglosassone delle riviste a basso costo che proponevano racconti brevi (le dime novel negli Stati Uniti e le penny dreadful nel Regno Unito) che, sempre più spesso, davano spazio anche al tema western.
Fra i più famosi di questi illustratori si ricorda Felix Octavius Carr Darley (1822-1888) che illustrò alcuni dei racconti di James Fenimore Cooper. Questi primi artisti, però, non visitarono mai l'ovest, limitandosi a proporne una visione stereotipata. Ma la situazione era destinata a cambiare con il progredire della conquista del west che avrebbe attratto anche tanti artisti-avventurieri noti come expeditionary painters ("pittori esploratori") che, come gli esploratori ed i mercanti, avrebbero corso pericoli e vissuto avventure in prima persona, trovando anche l'occasione di vivere con gli indiani.
Inizialmente il loro tema preferito era rappresentato dagli sconfinati e selvaggi panorami dell'ovest, dalla sua flora e dalla sua fauna. Ben presto, però, l'interesse si allargò anche verso le scene di vita degli indiani, dei cowboy, dei pistoleri, della caccia ai bisonti o alla commemorazione di fatti d'arme della lotta contro gli indiani, temi che sarebbero divenuti i canoni propri del genere western. Alcuni di questi pittori viaggiarono per quelle terre a seguito di spedizioni governative. Il tedesco di nascita Albert Bierstadt (1830-1902), ad esempio, nel 1859 scattò delle foto da cui trasse ispirazione per i suoi quadri. Sebbene i suoi lavori appaiono estremamente realistici, in realtà intervenne non poco per "migliorare" la natura, come suggerisce il romantico A Halt in the Yosemite Valley (sosta nella valle di Yosemite).
Altri ancora si recarono in quelle terre chi da soli, chi al seguito di mecenati: 
- George Catlin (1796-1872) si interessò soprattutto agli indiani che conobbe nel 1824 in occasione della visita di una loro delegazione a Washington. Ne rimase tanto colpito che quando ebbe notizia della decisione di una loro rilocalizzazione forzosa viaggiò per conoscerli e tra il 1832 ed il 1836 produsse oltre 600 tra ritratti, panorami e scene di vita quotidiana degli indiani che abitavano tra gli altri corsi del Missouri e Mississippi. Catlin non li rappresentò mai come selvaggi, dimostrandosi sempre solidale verso la loro cultura ed in questo fu un precursore di quel revisionismo che avrebbe caratterizzato anche la maturazione del genere nel cinema ed in televisione. La sua opera è tanto più meritoria se si considera che sua madre con tutta la sua famiglia all'età di 7 anni era stata rapita per un breve tempo da una tribù indiana.
- Nel 1832 Karl Bodmer (1809-1893), svizzero di nascita e francese per formazione, ebbe la fortuna di essere ingaggiato dal Principe tedesco Maximilian zu Wied-Neuwied per immortalare nelle sue opere un viaggio tra le Montagne Rocciose del suo mecenate. Questo gli avrebbe ispirato, tra l'altro, Indian Utensils and Arms (armi ed utensili degli indiani), un'acquatinta che ritrae armi ed utensili usati dai nativi dell'alto corso del fiume Missouri. Le sue opere, sebbene tecnicamente ben realizzate, non hanno però l'energia dei lavori di altri autori.
- Nel 1871 l'inglese Thomas Moran (1837-1926) viaggiò con una squadra di esplorazione del governo nella regione di Yellowstone nel nord-ovest del Wyoming, illustrando la grandezza e la bellezza delle montagne e delle acque in quadri come Green River (fiume verde) del 1896 che rappresenta uno scorcio della ferrovia Union Pacific dominato dalla naturale bellezza di una tozza collina.
- dopo il suo viaggio nel west del 1880, Frederic Remington (1861-1909) trascorse trent'anni a New York dipingendo guide indiane, soldati della cavalleria e cowboy solitari, guadagnandosi una notorietà tale che le riviste se lo contendevano. In particolare il suo Frozen Sheepherder (pastore assiderato) del 1900 segna una svolta nella sua carriera ed in quella di tutta la pittura western: il settimanale Harper's Weekly pubblicò il disegno a sé stante, cioè non inserito in un racconto, affrancando finalmente gli artisti dal titolo riduttivo di semplici illustratori.
- I lavori di Charles Schreyvogel (1861-1912) spesso rappresentano la Cavalleria degli Stati Uniti in battaglia con gli indiani. La vividezza della sua pittura, come dimostrato in opere quali A Beeline for Camp (scorciatoia per l'accampamento) del 1903, la si ritrova tutta anche nella successiva produzione cinematografica sul genere.
- Charles Marion Russell (1864-1926) viaggiò attraverso il west negli anni ottanta, fermandosi per molti anni nel Montana dove dipinse gli indiani, i cowboy ed i mandriani della frontiera. Fra le sue opere più riuscite si ricordano Buffalo Hunt (caccia al bisonte) del 1919 dove riesce a coniugare la staticità del panorama con il movimento di un gruppo di indiani che cacciano un bisonte e Friends or Enemies (amici o nemici) del 1922 dove ritrae indiani a cavallo immobili, quasi in posa.
- il francese Henry Farny (1847-1916) si caratterizza per una vista intima e solidale verso la terra e gli indiani con i quali visse per lunghi anni. In The Last Stand of the Patriarch (l'estrema resistenza del patriarca) del 1906, un cacciatore in una tempesta di vento guarda un bisonte solitario che quasi lo sfida.
- Nel 1903 Newell Convers Wyeth (1882-1945) cominciò a creare la copertina del Saturday Evening Post e compose anche la prima che ritraeva un domatore di cavalli. Un anno dopo, incoraggiato dal suo maestro Howard Pyle (1853-1911), Wyeth viaggiò tra il Colorado ed il Nuovo Messico dove lavorò come mandriano e visse anche tra gli indiani. Anche lui fu fautore del revisionismo verso gli indiani proponendoli come un popolo a suo agio nella durezza del deserto in opere quali Invocation of the Buffalo Herds (1910), The Navajo Herder in the Foothills (1908), Nothing Would Escape their Black, Jewel-like, Inscrutable Eyes (1911) e The War Cloud (1908). In contrasto con questa interpretazione serena della vita degli indiani, il suo Indian Lance (1909) rappresenta un guerriero che bracca un nemico.

Come si è visto, il tema western è trattato in pittura esclusivamente da artisti americani o europei immigrati, inoltre per tutto il XIX secolo la pittura western fu anche considerata come arte nazionale. Solo con la dichiarazione da parte dello storico Frederick Jackson Turner nel 1893 della fine della frontiera, la pittura di soggetti ispirati all'ovest americano divenne sempre più marginale e un'espressione quasi esclusiva di artisti di quelle terre.
Per quanto riguarda gli artisti contemporanei, molto importante è Howard Terpning (1927-vivente) che vive ai piedi dei Monti Catalina in Arizona, una volta terra della tribù degli Apache. Anche lui ha trovato negli indiani il tema preferito e li ha ritratti in atteggiamenti quotidiani, mentre si preparano per la battaglia o per la caccia. Fra i suoi quadri si ricordano Caution (circospezione) del 1987, Soldier Hat (il cappello del soldato) del 1993 e When Trails Turn Cold (quando sulla pista scende il freddo) del 1978 rappresentano indiani che sorvegliano animali, nemici o che riescono a sopravvivere ad inverni molto duri.

### Il western e la scultura
Bronco Buster (domatore di cavalli) del 1900 di Frederic Remington è stata una delle prime sculture di un domatore di cavalli mentre Rattlesnake (serpente a sonagli) del 1905 è un lavoro particolarmente complesso per la sua composizione. Importanti produzioni sono anche di Solon Borglum (1868-1922) (fratello di Gutzon, lo scultore di Mount Rushmore) con il suo On the Borders of the White Man's Land del 1906 e Charles Schreyvogel (1861-1912) con The Last Drop (l'ultima goccia) che poi servì come modello per un quadro dello stesso nome, e James Earle Frazer (1876-1953) con il suo End of the Trail (la fine della pista) del 1894.

## Letteratura western
Il racconto western nacque a metà del XIX secolo prima in Gran Bretagna con i penny dreadful e poi negli Stati Uniti con le dime novel, pubblicazioni economiche che prendevano il nome dal loro prezzo (un penny e 10c di dollaro, rispettivamente). Queste storie furono pubblicate per sfruttare il credito normalmente accordato dal grande pubblico alle leggende sorte sul West che vedevano per protagonisti banditi, mandriani, coloni ed uomini di legge. A partire dal 1900, inoltre, questo genere fu ulteriormente alimentato dalla diffusione delle pulp magazine, riviste economiche che erano piene di racconti di avventura e non mancavano quelle sul West.
A partire dal 1880 le storie western divennero molto popolari anche in Europa sebbene la critica letteraria dell'epoca le bollasse come banali. Il precursore fu il tedesco Karl May che fece proprio il genere e si cimentò nella scrittura di veri romanzi e non racconti brevi. Contemporaneamente, il genere western fioriva in Italia grazie alla penna di Emilio Salgari, fondatore del genere avventuroso in Italia. Salgari scrisse numerosi romanzi (tanti da considerarli un vero e proprio ciclo) ambientati nella frontiera americana, tra cui si ricordano: Avventure tra le pellirosse, La Sovrana del Campo d'Oro, Sulle frontiere del Far-West, La scotennatrice.
Gabriele D'Annunzio nel 1883 ambientò il poemetto Il Sangue delle Vergini fra i Nativi americani, nell'immaginaria regione di Cheresto.

### La letteratura western in America
Nell'ambito della letteratura americana, i racconti western cominciarono a emergere grazie ai romanzi di James Fenimore Cooper, ma non ottennero di essere riconosciuti come genere a sé stante fino alla pubblicazione de Il virginiano di Owen Wister nel 1902. La loro popolarità crebbe ulteriormente con la pubblicazione nel 1912 de La valle delle sorprese di Zane Grey. Con il successo dei pulp magazine, negli anni venti i racconti western si diffusero ulteriormente facendo nascere una schiera di autori specializzati in storie brevi. Fra questi si distinse Max Brand, autore di Cheyenne Gold e di altri famosi romanzi del genere. La contemporanea popolarità dei film western favorì ulteriormente l'affermazione di questo genere letterario.
Negli anni quaranta furono composti alcuni dei pilastri del genere: Alba fatale (1940) di Walter van Tilburg Clark; Il grande cielo (1947) e La via del west (1949) di A. B. Guthrie Jr.; Il cavaliere della valle solitaria (1949) di Jack Schaefer Molti altri autori western si imposero negli anni cinquanta. Tra questi si ricordano soprattutto Luke Short, Ray Hogan e Louis L'Amour, conosciuto nei primi anni cinquanta anche come Tex Burns, pseudonimo con il quale ha firmato una serie di quattro romanzi western su Hopalong Cassidy, il mitico eroe dello scrittore Clarence E. Mulford. Questi romanzi furono tradotti in Italia da Bruno Oddera: Hopalong Cassidy e gli Aquilotti (titolo originale Hopalong Cassidy and the Eagle's Brood) per la collana Western della casa editrice Consalvo di Milano nell'anno 1953 è il primo della serie cui seguiranno quelli scritti da Tex Burns. Si annoverano inoltre altri romanzi dello stesso autore sul personaggio di Hopalong Cassidy, fino a crearne un mito dell'Ottocento che a torto o a ragione molti credono che sia esistito veramente.
Il genere raggiunse il massimo della popolarità solo nei primi anni sessanta, soprattutto grazie alla massiccia produzione televisiva. Questo successo comunque non fu sufficiente per salvare dal declino, iniziato già nei primi anni cinquanta, dei racconti brevi pubblicati sulle pulp magazine. La sovraesposizione del genere dovuta al suo intenso sfruttamento in televisione portò ad una disaffezione ed alla perdita dell'interesse da parte del grande pubblico già alla fine degli anni sessanta. Solo grazie ai lavori di Louis L'Amour negli anni settanta la letteratura western riguadagnò un certo seguito. Oggi, però, è piuttosto marginale, come testimonia la scarsa disponibilità di titoli nella gran parte delle librerie al di fuori degli Stati dell'ovest. Nel 1953 gli autori western americani hanno fondato la Western Writers of America, un'organizzazione per rappresentarli e che consegna ogni anno un premio annuale noto come Golden Spur Award.

### Principali autori e romanzi
- Paul I. Wellman
  - Vento di terre lontane
- Larry McMurtry
  - Lonesome dove
  - Le strade di Laredo
- Charles Portis
  - True Grit
- Louis L'Amour
  - Jubal Sackett
  - Last of the Breed
  - Hondo
- Gordon D. Shirreffs
  - Il cacciatore di Apache
  - Il forte della vendetta
- Zane Grey
  - La valle delle sorprese Lassiter (Riders of the Purple Sage)
  - Lone Star Ranger
- Elmore Leonard
  - Quel treno per Yuma
  - Hombre
  - Arriva Valdez
- Cormac McCarthy
  - Trilogia della frontiera
  - Meridiano di sangue
- Oakley Hall
  - Ultima notte a Warlock (Warlock)
- H.A DeRosso
  - The Man from Texas
- Jack Schaefer
  - Monte Walsh
  - Shane
- James Lee Burke
  - Two for Texas
- Charles Willeford
  - The Difference
- Joe R. Lansdale
  - Dead in the West
  - The Magic Wagon
  - Paradise Sky
  - La foresta
- Katherine Ann Porter
  - Noon Wine
- John Steinbeck
  - Il cavallino rosso
- Owen Wister
  - Il virginiano
- Walter Van Tilburg Clark
  - The Ox-Bow Incident
- Clarence E. Mulford
  - Hopalong Cassidy

## Film western

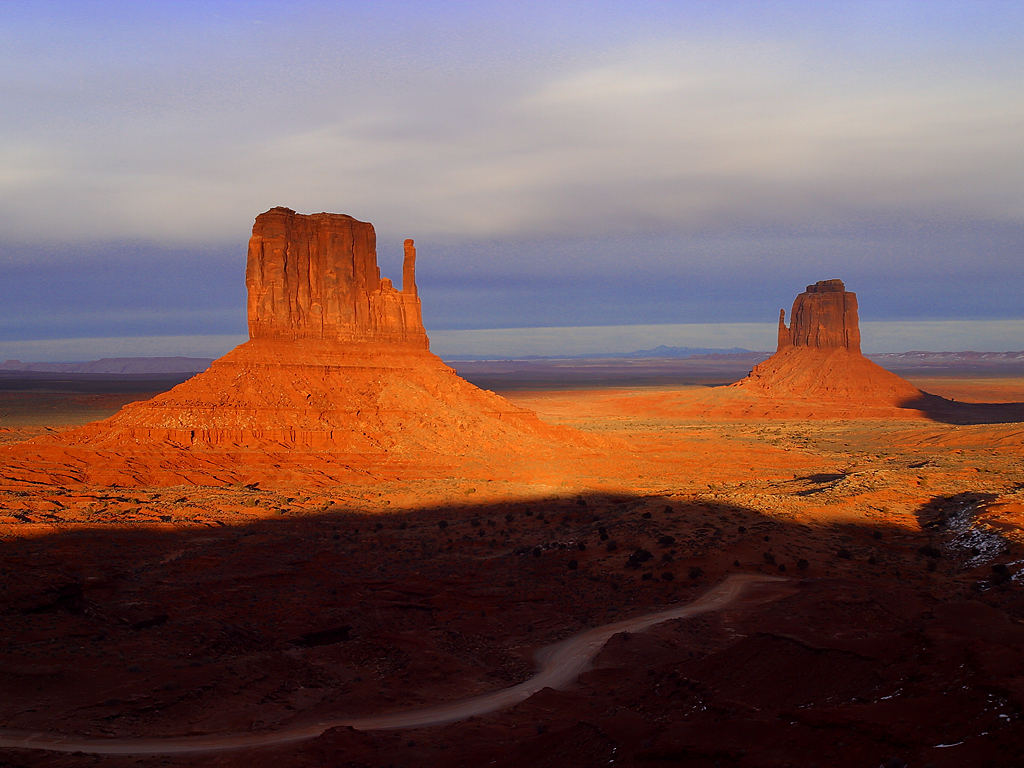
La Monument Valley, scenario di numerosissimi film western, in cui oggi esiste il John Ford Point

I primi film western furono girati all'inizio del XX secolo e, come tutte le produzioni dell'epoca, esclusivamente in studio. Quando però l'evoluzione tecnologica consentì le riprese anche in esterno, le ambientazioni scelte per il western cominciarono subito ad essere scelte tra gli angoli più desolati della California, dell'Arizona, dello Utah, del Nevada, del Colorado o del Wyoming e ben presto il panorama stesso non rappresentò solo uno sfondo per la vicenda ma un elemento portante del racconto.
D'altra parte in un genere come il western, solitamente caratterizzato da dialoghi molto semplici, i panorami costituiscono il giusto contrappunto alle vicende e per sottolineare gli stati d'animo dei protagonisti.
Cowboy e pistoleri svolgono una parte prominente nei film western. Molto frequenti sono anche i combattimenti con gli indiani, sebbene i western revisionisti propongano un punto di vista più favorevole a questi ultimi. Altri temi ricorrenti sono i viaggi delle carovane e le bande di criminali che terrorizzano piccole città come ne I magnifici sette.

### Sottogeneri
I film western sono suddivisi in vari sottogeneri ben definiti:
- western epico
- western contemporaneo
- western all'italiana
- western horror
- western cantato
- commedia western
- fagioli western
- western acido
- western revisionista
- tampoo western
- paella western
- soja western
- fantawestern
- western d’animazione

#### Film western classici
Il capostipite del filone western cinematografico è individuato in The Great Train Robbery (anche se il primo film western in assoluto è ritenuto essere Kidnapping by Indians del 1899), un film muto diretto da Edwin S. Porter ed interpretato da Broncho Billy Anderson. Fu proiettato nel 1903 e fu così popolare che Anderson divenne una vera star del genere, tanto che negli anni a venire girò diverse centinaia di cortometraggi western.
Negli Stati Uniti il western ha ispirato autori di diversi generi (commedia, tragedia, parodia, musical, ecc.). L'età d'oro del film western è rappresentata dalle opere di due registi: John Ford (che scelse spesso John Wayne per i suoi film) e Howard Hawks. Ombre rosse, l'epico film di Ford del 1939, è comunemente considerato uno dei migliori del genere, segnando il confine fra il western degli anni trenta - fatto prevalentemente di eroi poco realistici - e quello degli anni successivi, molto più realistico e fedele all'epopea. Ombre rosse è di fatto la bibbia del genere, presenta tutti gli ingredienti che verranno utilizzati per i più grandi film che seguiranno - la diligenza, lo sceriffo inflessibile ma dal cuore d'oro, il medico ubriacone, il banchiere moralista e truffatore emulo del politicante corrotto, il baro, la prostituta redenta, l'eroe che ha subito un torto e vuole vendicarsi, l'assalto degli indiani, la Monument Valley, l'arrivo della cavalleria e quindi dei "nostri", il duello finale e il coronamento della storia d'amore dei protagonisti.
È con Ombre rosse che comincia l'epoca d'oro del genere, sviluppatosi poi nel dopoguerra attraverso una serie di capolavori e il contributo di grandi registi che oltre a Ford e Hawks comprendono Raoul Walsh, Anthony Mann e il suo celebre ciclo con James Stewart, Budd Boetticher e il ciclo con Randolph Scott. Ma quasi tutti i grandi registi americani realizzano in questo periodo un grande western, diventato il genere americano per eccellenza, in cui il semplice riferimento storico di partenza veniva trasceso per raccontare grandi storie sull'umanità in sé, il concetto di frontiera, i conflitti tra la natura e la civiltà, la libertà individuale e la Legge, tutti grandi temi archetipici affrontati attraverso un racconto che sembrava solo esteriormente semplice.
Il grande critico francese André Bazin lo definì il film americano per eccellenza, trovando che la sua fase più classica era stata negli anni immediatamente precedenti la seconda guerra mondiale, mentre il western del dopoguerra non si accontenta più delle sue radici, ma cerca di aggiungere interessi supplementari, di ordine estetico, sociologico, psicologico, morale, politico. In questo periodo di maggior espansione, realizzano grandi film western anche William Wellman, Henry King, Fritz Lang, Allan Dwan, King Vidor, John Sturges, Otto Preminger, Delmer Daves, fino alle nuove direzioni indicate da Fred Zinnemann, Robert Aldrich, Nicholas Ray, Samuel Fuller, Sergio Leone, infine Sam Peckinpah.
Il western del suo periodo d'oro aveva anche una ricca galleria di star, che andavano da John Wayne a Gary Cooper, da Henry Fonda a Joel McCrea, da Randolph Scott a Kirk Douglas, Robert Mitchum, Glenn Ford e James Stewart.

#### Spaghetti-western
Negli anni sessanta e settanta del secolo scorso il western venne reinventato in Italia con il filone degli spaghetti-western (detti anche Italo-Westerns in inglese). Le vicende narrate in questi film, propongono un maggiore ricorso alla violenza rispetto a quelle di Hollywood, ed infatti, il termine Spaghetti-Westerns (nato negli Stati Uniti), voleva indicare le pellicole girate in italiano, con budget ridotti ed uno stile minimalista (secondo le convenzioni dei primi western), in parte intenzionalmente, in parte come conseguenza dei mezzi limitati, alludendo inoltre al sangue sparso copiosamente in molte scene, che ricordava fortemente la salsa di pomodoro sugli spaghetti.
Nonostante questa iniziale diffidenza, a poco a poco il genere si è sempre più distinto, e già negli anni ottanta, i film appartenenti al genere sono stati fortemente rivalutati dalla critica, soprattutto grazie a quello che è il più importante esponente e maestro del genere, il regista Sergio Leone. Gli stessi americani, anzi, dovettero fare i conti col nuovo stile, rimbalzato dall'Europa e imposto da Sergio Leone, tanto che già dalla metà degli anni settanta, in molti western prodotti negli Stati Uniti, si nota una diversa impostazione di personaggi e situazioni, che si fa via via più vicina a quella dello spaghetti-western, piuttosto che al western classico alla John Ford. Molte produzioni erano a basso costo e perciò erano girate in luoghi simili, ma meno dispendiosi del lontano west americano, e spesso nel sud della Spagna o nel Nordafrica.
I film più conosciuti, e probabilmente gli "archetipi" del genere, sono quelli della cosiddetta trilogia del dollaro, diretti proprio da Sergio Leone, con Clint Eastwood (che diede vita al ruolo dell’Uomo senza nome) e le famosissime colonne sonore di Ennio Morricone (tre nomi che ormai oggi sono sinonimi del genere stesso): Per un pugno di dollari (1964), Per qualche dollaro in più (1965) ed infine Il buono, il brutto, il cattivo (1966). Quest'ultimo è senza dubbio uno dei western più famosi di tutti i tempi, ed ebbe, relativamente agli altri film, un budget atipicamente alto: quasi un milione di dollari.
Oltre agli studios e alle location italiane, molte scene vennero girate nel deserto spagnolo dell'Almería. Proprio per questi scenari e per il contesto, che rendeva facilmente reperibile attori e comparse spagnole, temi ricorrenti di alcuni spaghetti-western sono la Rivoluzione messicana, i banditi messicani e la zona "calda" del confine tra il Messico e gli USA. Tipici del genere sono i titoli particolari e quasi "parlanti", delle vere e proprie frasi che rispecchiano gli stereotipi delle pellicole (vedi filmografia a fondo pagina), al pari dei nomi e soprattutto dei soprannomi dei personaggi: Trinità, Alleluja, il Magnifico... Altrettanto caratterizzante è la presenza ricorrente di alcuni personaggi, Django, Sartana, Sabata giusto per citare i più famosi, a creare delle saghe a volte lunghe anche una decina di film, che puntavano molto sul richiamo del personaggio già noto al pubblico, oppure creando ogni volta nuovi protagonisti molto simili tra loro (ci sono svariati Joe ed altrettanti Colt, vedi anche qui la filmografia).
Il genere, dopo l'esplosione incredibile degli anni sessanta e settanta, scomparve repentinamente quasi del tutto, dando vita a pochissimi film negli anni ottanta e novanta. Gli spaghetti-western, inoltre, furono il trampolino di lancio o la consacrazione per altri attori americani quali Clint Eastwood, Charles Bronson, Lee Van Cleef, James Coburn, Eli Wallach, Henry Fonda, Tomas Milian e il tedesco Klaus Kinski, senza dimenticare gli italiani come Bud Spencer, Terence Hill, Gian Maria Volonté, Franco Nero, Giuliano Gemma e Fabio Testi.

#### Western contemporaneo
Conosciuti anche come neo-western, questi film sono ambientati negli Stati Uniti contemporanei pur utilizzano tematiche e canoni dei western classici: un antieroe ribelle; pianure aperte e paesaggi desertici; scontri a fuoco. Sebbene il concetto non sia nuovo, la popolarità di questo genere di film è aumentata dopo l'uscita di Non è un paese per vecchi (2007) di Joel ed Ethan Coen.
Per la maggior parte, i neo-western si svolgono ancora nel West americano e rivelano la progressione della mentalità del vecchio West della fine del XX e l'inizio del XXI secolo. Questo sottogenere è spesso caratterizzato da personaggi e cliché del "old-west" e la contrapposizione con un mondo "civilizzato" che rifiuta il loro senso di giustizia obsoleto. La filmografia di Taylor Sheridan può essere esemplificativa per identificare il significato dei film neo-western, con tre canoni identificativi:
- L'assenza di regole, dove la morale su ciò che è giusto o sbagliato è guidata dall'istinto del personaggio o da quello del pubblico, piuttosto che da una legge;
- La ricerca di giustizia da parte dei personaggi;
- Il rimorso dei personaggi, collega il film neo-western ad un più ampio genere western, rafforzando la sua connessione tematica con altri generi di film che affrontano le "conseguenze delle proprie azioni".

#### Altri generi di western
Sulla falsariga del termine spaghetti-western sono state coniate definizioni simili per altri filoni tipici; alcuni film similari di produzione spagnola prendono il nome di Chorizo-Western o Paella-Western, mentre una pubblicità per la commedia giapponese Tampopo coniò la definizione di Noodle-Western (noodle sono proprio gli spaghetti giapponesi) per descrivere la parodia di un ristorante di noodle.

### Armi usate nei film western

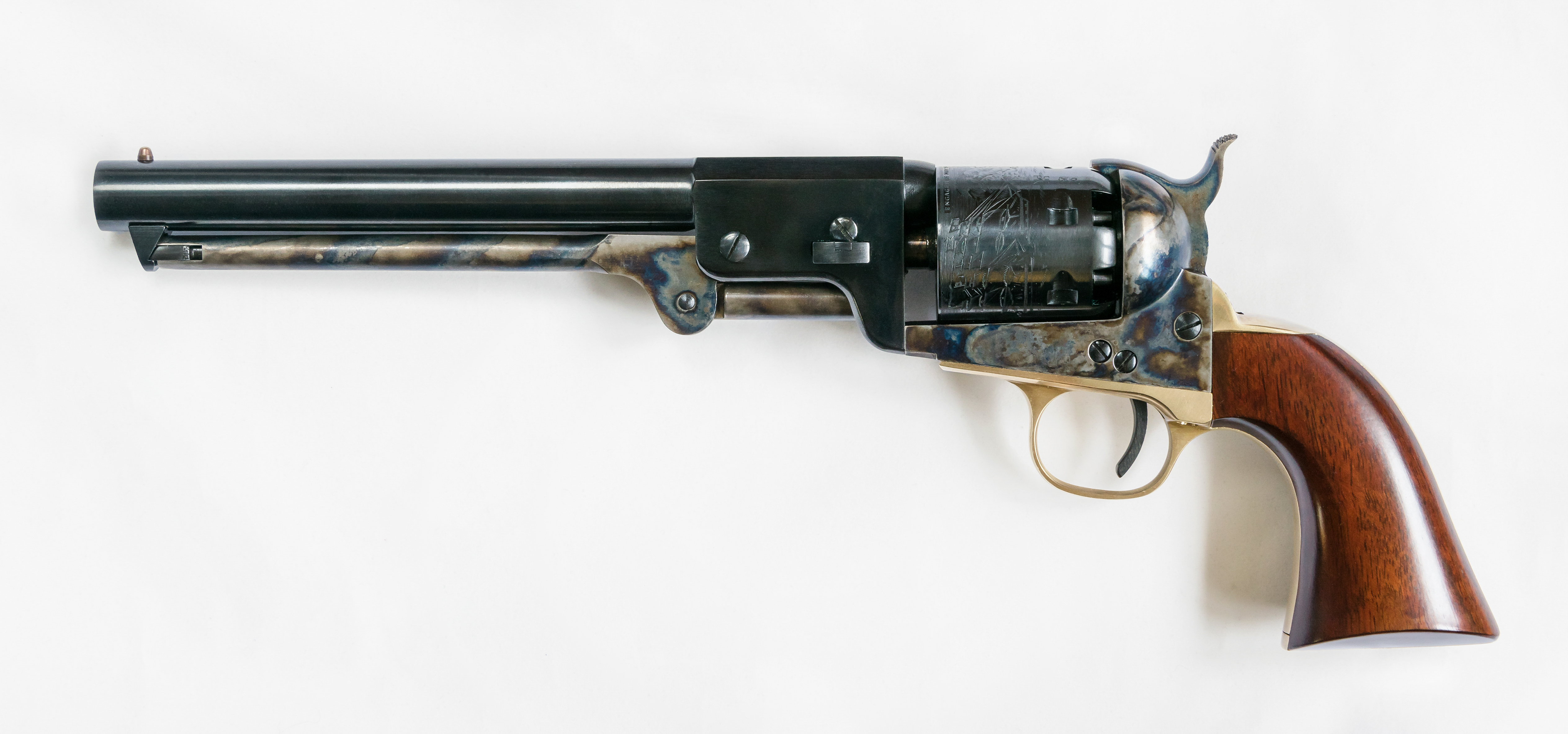
La Colt Navy del 1851, una rivoltella ad avancarica del tamburo

Le armi da fuoco usate nel corso di tutto il periodo della colonizzazione dell'ovest americano, furono moltissime e perlopiù inizialmente ad avancarica, come i primi revolver ad avancarica del tamburo, e poi a retrocarica. Sarebbe arduo elencare anche soltanto tutti i modelli principali, ma basta osservare le foto dell'epoca per rendersi conto della grande varietà di pistole e carabine (anche europee) usate per tutto il periodo. 

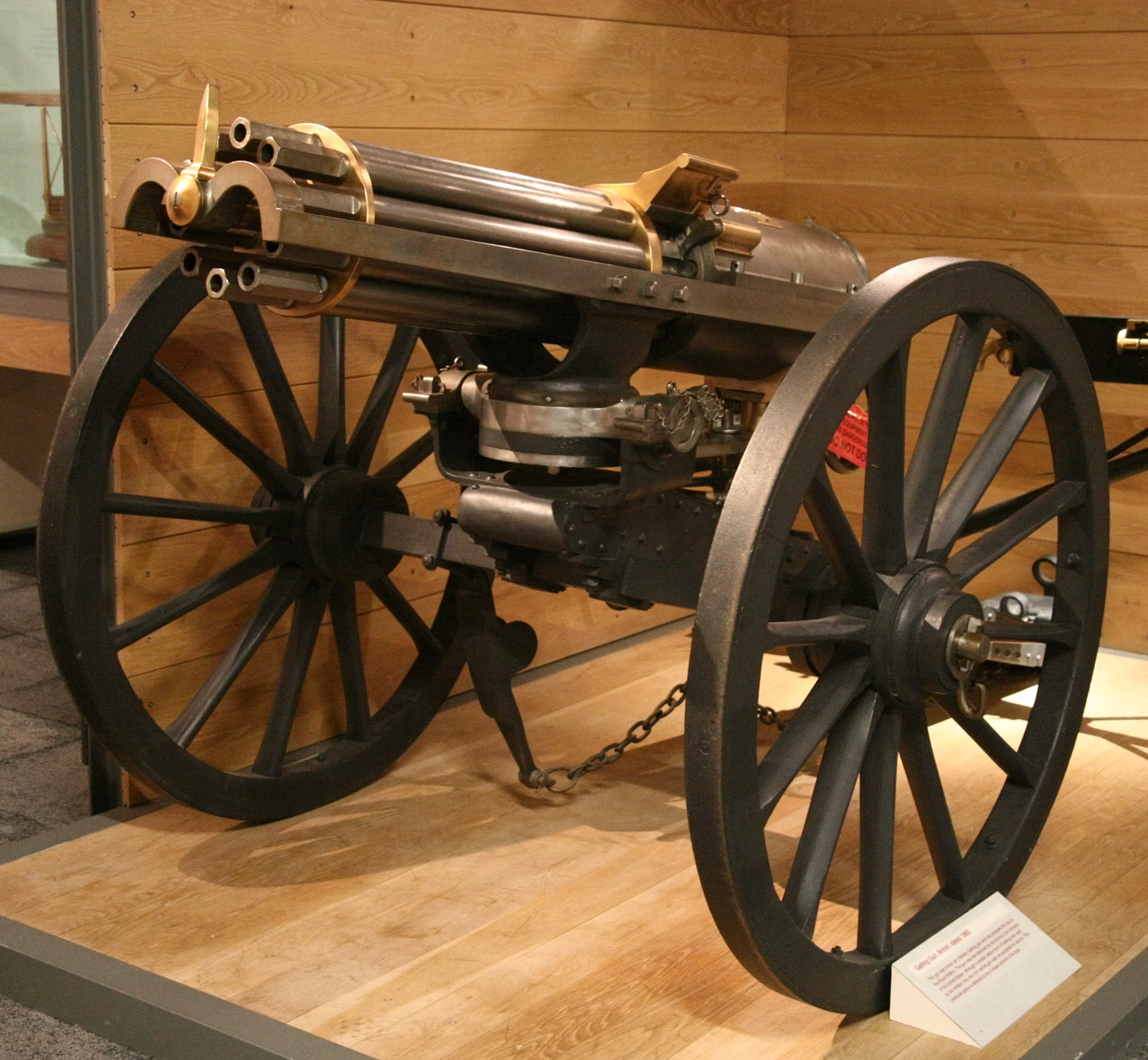
Mitragliatrice Gatling

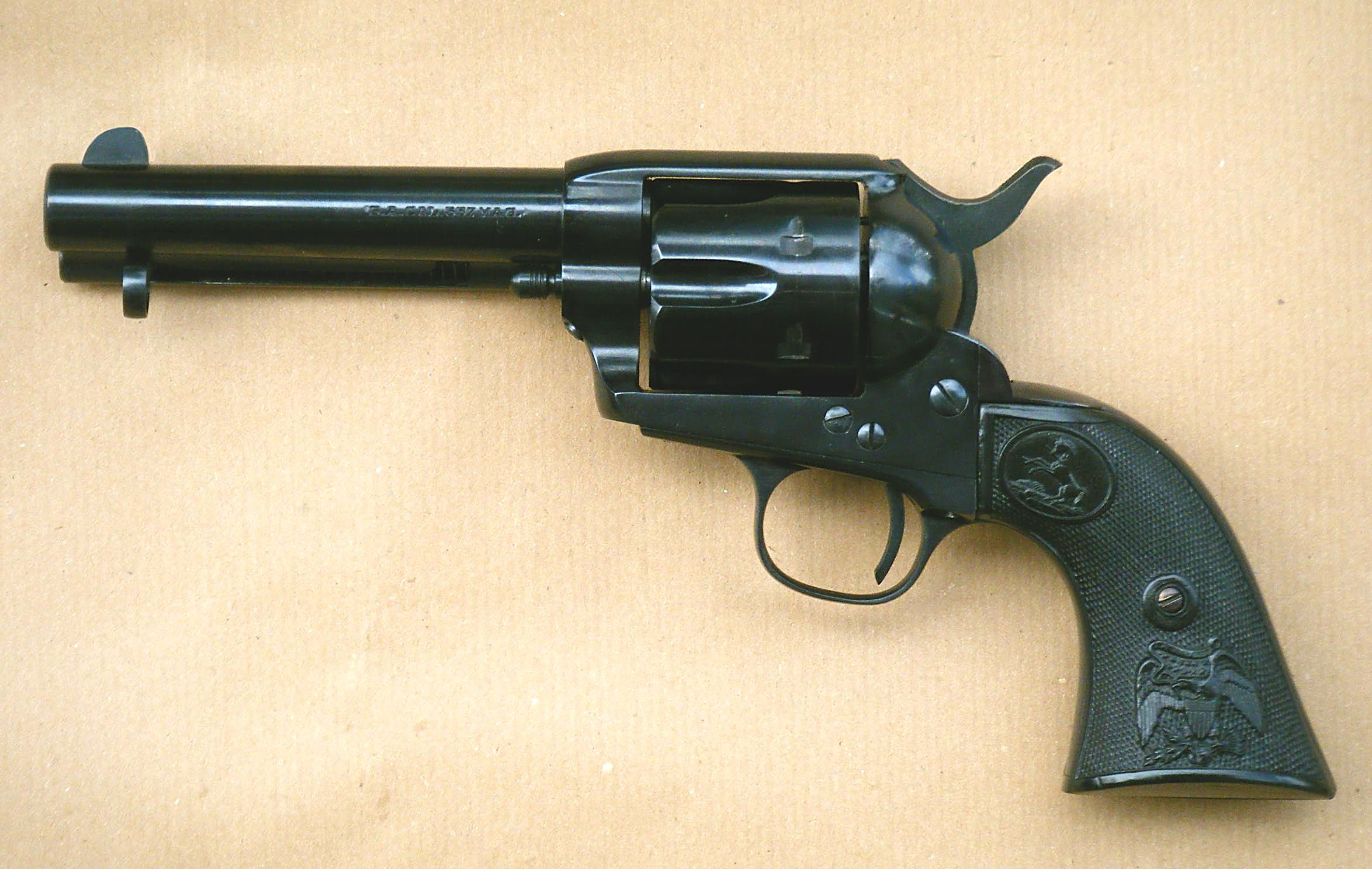
Il mito del West: la Colt 1873 a retrocarica

Nel cinema western tuttavia, sin quasi dall'inizio, si preferì uniformare il tipo di armi impiegate: in pratica solo le rivoltelle Colt 1873 e le carabine Winchester a leva, con la presenza sporadica della mitragliatrice Gatling (tutte e tre armi a retrocarica). Ciò comportò, specialmente nei western “di serie B”, apparizioni "anacronistiche" come l'uso delle Colt 1873 durante la guerra di Secessione (1861-1865).
Le ragioni di questo standard sono molto complesse. Certamente vi furono motivazioni pratiche e/o economiche, ma anche dettate da esigenze d'«azione»: sarebbe stato decisamente troppo “lungo” far caricare i revolver ad avancarica (con fiaschetta per la polvere, pallottole separate e capsule) ai protagonisti; così, nelle scene concitate era più semplice l'uso dei revolver a cartuccia, anche se questo poteva portare ad inesattezze dal punto di vista storico. La velocità di sparo e la precisione nel colpire il bersaglio, sono poi diventate addirittura così esasperate da essere in certi casi assolutamente inverosimili, come è inoltre dimostrato anche oggi dalle prestazioni dei migliori tiratori nelle gare di tiro western, Old West Shooting, molto popolari negli Stati Uniti.
Sono poi comparse, specialmente nei Western all'italiana, strane e fantasiose elaborazioni di armi comuni , di cui difficilmente si riesce a capire l'utilità, ma che hanno indubbiamente aumentato la spettacolarità dell'azione.
Nei western più recenti, però, sembra in atto una controtendenza, sotto questo punto di vista: le armi usate nelle pellicole odierne variano molto di più e soprattutto rimangono sempre storicamente fedeli al periodo in cui si svolge la vicenda.

### Revisionismo del genere western
Anche grazie agli spaghetti-western, e a seguito del clima sociale di contestazione instauratosi dopo il 1968, a cominciare dai tardi anni sessanta del secolo scorso si è iniziato a mettere in discussione alcuni dei temi tradizionali del genere: dalla proposizione dei nativi americani come selvaggi al dualismo buono-cattivo all'uso della violenza come metro per misurare la forza di carattere o per affermare di essere nel giusto. Esempi di "western revisionisti" sono rappresentati da Soldato blu, Corvo rosso non avrai il mio scalpo! (Jeremiah Johnson), Il piccolo grande uomo, Balla coi lupi, Il texano dagli occhi di ghiaccio e Gli spietati, o dal più recente La ballata di Buster Scruggs.
In molti di tali film i nativi americani cominciano ad essere visti non più come spietati e pericolosi selvaggi, ma come vittime di un vero e proprio genocidio operato dai bianchi durante i decenni della conquista delle terre nordamericane dell'ovest.
Gli stessi eroi della storia americana, lungamente mitizzati e celebrati nei decenni precedenti, vengono ora rivisti in modo critico, come Buffalo Bill nel film Buffalo Bill e gli indiani, se non addirittura sbeffeggiati come ad esempio il generale Custer ne Il piccolo grande uomo. In alcuni dei western più moderni, inoltre, le donne assumono ruoli preminenti, come in Terra di confine - Open Range, The Quick and the Dead - Pronti a morire e The Missing. Non bisogna dimenticare, però, che già nel 1969 Claudia Cardinale era uno dei personaggi principali di C'era una volta il West. Del 2017 è l'indonesiano Marlina, omicida in quattro atti di Mouly Surya, con protagonista una donna.

### Studi sul genere Western
Dopo oltre mezzo secolo di storia, solo negli anni sessanta il cinema ottenne il riconoscimento ufficiale di arte a sé stante, favorendo la formazione di una comunità di studiosi e critici che ben presto svilupparono una teoria cinematografica per arrivare ad una comprensione compiuta dei film. Questo portò ben presto, sulla falsariga di quanto già era accaduto in letteratura, alla definizione di genere cinematografico, ovvero una classificazione dei film in funzione della trama, dei contenuti, delle ambientazioni.
Tra i generi fu presto definito anche quello western che in un primo tempo fu bistrattato per il moralismo semplicistico che ne costituiva il messaggio più importante. Un'analisi più approfondita portò però all'individuazione e decodifica di un linguaggio, di meccanismi e convenzioni proprie ed originali ben più complesse e degno di nota: il cappello bianco indossato dal buono, quello nero del cattivo; due persone che si incontrano in una strada deserta crea l'attesa per uno scontro; gli allevatori sono solitari, i cittadini sono integrati in una comunità e (pre) disposti a creare una famiglia...
Film come Il piccolo grande uomo e Maverick a partire dagli anni settanta hanno sovvertito esteriormente i canoni del west: ad es. il personaggio principale è l'indiano e non il cowboy. Balla coi lupi di Kevin Costner nel 1990 li ha invece recuperati tutti, fatto salvo il giudizio su indiani e soldati: nel suo film gli indiani sono i buoni e i soldati sono i cattivi. Anche Clint Eastwood con Gli spietati usa tutte le convenzioni originali ma ne inverte i risultati: l'eroe positivo piagnucola ed invoca pietà invece di morire coraggiosamente; i buoni non si salvano ed i cattivi alla fine riescono a mettere in atto la loro vendetta.
Questi studi hanno anche posto la domanda legittima ed intrigante: i western devono necessariamente essere ambientati nel west americano del XIX secolo? Ad esempio Hud il selvaggio con Paul Newman ed I sette samurai di Akira Kurosawa sono esempi di film con ambientazioni diverse ma che rispettano in pieno i canoni del western. Allo stesso modo è stato evidenziato che la semplice ambientazione western non rende necessariamente il film di genere.

### Parodie
Il genere western è stato, come tutti i principali generi cinematografici, al centro di numerose parodie, che ne hanno messo in luce stereotipi e cliché. La pellicola americana più celebre di questo tipo è sicuramente Mezzogiorno e mezzo di fuoco di Mel Brooks, con Gene Wilder. O ancora I compari di Robert Altman, parodia che sfocia nella tragedia scatenata dall'inadeguatezza del protagonista, alla sua fama di eroe.
Molto nutrita è anche la produzione italiana, con numerosi film interpretati da Franco Franchi e Ciccio Ingrassia: Il bello, il brutto, il cretino di Giovanni Grimaldi e con Mimmo Palmara e Gino Buzzanca; I due sergenti del generale Custer di Giorgio Simonelli e con Aroldo Tieri; I due figli dei Trinità di Osvaldo Civirani; I due figli di Ringo ancora di Simonelli e con George Hilton; Il bianco, il giallo, il nero di Sergio Corbucci.
Più tardi, negli anni settanta sarà la coppia formata da Terence Hill e Bud Spencer a fare da protagonista in una serie di film che costituiscono una chiara parodia di situazioni e personaggi del genere, in particolare dello spaghetti-western, con un successo tale da diventarne anzi il principale sottogenere. Sottogenere, per indicare il quale, taluni critici hanno coniato il termine fagioli-western.
Molto riuscito anche il lungometraggio a cartoni animati West and Soda, di Bruno Bozzetto, che ripropone e smonta una carrellata di luoghi comuni del cinema western, con alcune esplicite citazioni dei film di Sergio Leone.
Due parodie asiatiche importanti sono Sukiyaki Western Django, di Takashi Miike, e Il buono, il matto, il cattivo, di Kim Ji-woon.

## Rapporti del Western con altri generi
Verso la fine degli anni cinquanta i film western divennero un modello di riferimento per i Bills, una sottocultura della Repubblica Democratica del Congo.
Molti western dopo il 1960 furono pesantemente influenzati dai film sui samurai giapponesi di Akira Kurosawa: I magnifici sette è una riproposizione dei I sette samurai, mentre sia Per un pugno di dollari che Ancora vivo si rifanno a La sfida del samurai. D'altra parte lo stesso Kurosawa per La sfida del samurai si era ispirato a Piombo e sangue, una storia poliziesca dell'americano Dashiell Hammett. Più d'uno, inoltre, ha messo in evidenza che lo stesso Kurosawa è stato influenzato non poco dai western americani, in special modo dai lavori di John Ford.
Nonostante gli impedimenti frapposti dalla guerra fredda, il genere western in quegli anni ha influenzato non poco il cinema dell'Europa orientale, che ne sviluppò un filone proprio detto Western rosso o Ostern. In generale questo assunse due forme: 
1. western con ambientazioni western girati nel Blocco Orientale;
2. film di azione di genere western, ma ambientati all'epoca della rivoluzione russa o della guerra civile o della ribellione dei basmachi con i turkmeni, che svolgono un ruolo analogo ai messicani dei film western tradizionali.

Un'altra branca del genere è rappresentato dal western "post-apocalittico" che propone i sopravvissuti di una catastrofe planetaria che combattono per ricostruire la società umana, una situazione certamente assimilabile alla frontiera del XIX secolo: le serie de l'uomo del giorno dopo e Mad Max o il videogioco Fallout.
Molti elementi dei film che narrano dei viaggi spaziali sono spesso ripresi dai canoni western. Ad esempio Atmosfera zero di Peter Hyams trasferisce nello spazio interstellare la trama di Mezzogiorno di fuoco. Dal canto suo Gene Roddenberry, il creatore della saga Star Trek, una volta ha paragonato la sua serie televisiva a Wagon Train to the stars (una carovana verso le stelle). Recentemente la serie televisiva Firefly ha utilizzato esplicitamente il tema western per la sua schematizzazione del mondo di frontiera. Canoni del western possono essere ritrovati facilmente anche in film di altro genere. Per esempio I guerrieri (non a caso con Clint Eastwood) è un film di guerra ma l'azione ed i personaggi sono di stampo western.
Diverse sono le parodie del genere western. Esempi famosi sono Il dito più veloce del West, Cat Ballou e Mezzogiorno e mezzo di fuoco di Mel Brooks insieme a numerosi film italiani di Franco Franchi e Ciccio Ingrassia quali Il bello, il brutto, il cretino di Giovanni Grimaldi, I due sergenti del generale Custer e I due figli di Ringo di Giorgio Simonelli o I due figli dei Trinità di Osvaldo Civirani. Anche Guerre stellari di George Lucas usa molti elementi western e lo stesso regista-produttore ha più volte affermato che con la sua saga ha inteso rivitalizzare la mitologia cinematografica, originariamente creata proprio dal western: gli Jedi, che prendono il nome da Jidai-geki (filone televisivo giapponese che racconta dell'epoca dei samurai), sono caratterizzati dai samurai e mostrano chiaramente influenze della cinematografia di Kurosawa; il personaggio Ian Solo veste come un pistolero ed il locale nella città di Mos Eisley su Tatooine rassomiglia ad un saloon del vecchio west.

## Il Western in televisione
Negli USA il film del sabato sera è una tradizione di successo della programmazione televisiva e spesso venivano proposti proprio serie western. Audie Murphy, Tom Mix e Johnny Mack Brown divennero in questo modo i principali idoli giovanili insieme a cantanti cowboy come Gene Autry, Rex Allen, Roy Rogers e Dale Evans. Tutti questi personaggi avevano un cavallo come co-protagonista e Trigger il cavallo di Rogers in Golden Palomino, divenne una vera star. Nella categoria dei B-movie western si annoverano Lash La Rue e Durango Kid. Herbert Jeffreys, nel ruolo di Bob Blake con il suo cavallo Stardust, è apparso in molti film girati per gli afroamericani quando era ancora in vigore la segregazione razziale nei cinema e teatri. Anche Bill Pickett, un afro-americano che ebbe molto successo nei rodei, è apparso nei primi film western girati per lo stesso tipo di pubblico Bill Pickett.
Con l'esplosione delle televisione, tra la fine degli anni quaranta e per tutti gli anni cinquanta i western divennero una forma di intrattenimento molto popolare sul piccolo schermo e b-movie del genere erano trasmessi molto di frequente. A quell'epoca risalgono anche alcuni importanti classici: Lo sceriffo di Dodge City, Rin Tin Tin, La grande vallata, Bonanza, trasmessi anche in Italia oltre a Il cavaliere solitario, The Rifleman, Have Gun - Will Travel, Maverick, Ai confini dell'Arizona e molti altri ancora. In America l'anno di maggior successo per il western televisivo fu il 1959, quando ben 26 di questo tipo di spettacolo erano trasmessi in prima serata.
Gli anni settanta hanno visto una revisione del genere western che ha portato all'introduzione di nuovi temi: 
- Uno sceriffo a New York, premiato nel 1970, riproponeva il classico personaggio dello sceriffo in una trama poliziesca ambientata in una città moderna;
- La casa nella prateria era ambientato nel West, ma era fondamentalmente una saga familiare;
- i telefilm della serie Kung Fu si ponevano nella tradizione del pistolero itinerante, ma il personaggio principale era un monaco cinese che si batteva utilizzando solo le arti marziali;
- Hec Ramsey era un western che si rifaceva al mistero;
- Grizzly Adams era uno spettacolo per famiglie che raccontava di un uomo che vive tra i monti molto legato alla natura che aiuta chi visita quel suo mondo selvaggio;
- Due onesti fuorilegge è una commedia sulle peripezie di due onesti fuorilegge.

Gli anni novanta hanno continuato a vedere la produzione di film western da parte dei grandi network: Conagher di Louis L'Amour, La collina del demonio di Tony Hillerman e poi L'ultimo fuorilegge, The Jack Bull, ecc. ed alcune commedie come The Cisco Kid, The Cherokee Kid e la dura Lonesome Dove: The Outlaw Years.
Il XXI secolo per il telefilm western è cominciato con la produzione di Crossfire Trail e Monte Walsh di Louis L'Amour e Coyote Waits e A Thief of Time di Hillerman. I DVD, inoltre, stanno offrendo una seconda giovinezza a serie televisive quali Peacemakers - Un detective nel West e Deadwood. Serie tv più recenti sono Godless, Hatfields & Mccoys, Westworld e Chronicles.
È quindi chiaro che il genere western non è morto ma si è lentamente evoluto a partire dalle prime serie televisive a colori come Cisco Kid (The Cisco Kid), passando per gli episodi di mezz'ora sparatutto di The Life and Legend of Wyatt Earp o Have Gun - Will Travel per poi finire ai film superficiali di un'ora di oggi.

## Fumetti e animazione
Molto numerosi sono gli esempi di utilizzo del tema western nel fumetto. Anche questo caso si è partito dagli Stati Uniti per poi diffondersi anche nel resto del mondo ed in special modo in Italia.
Da notare che, probabilmente per il particolare linguaggio, moltissimi fumetti che hanno ambientazioni non propriamente western ne adottano in pieno i canoni.

### Il Western nei fumetti e nei cartoni animati americani
I fumetti western cominciarono ad affacciarsi sul mercato verso la fine degli anni quaranta e spesso riproponevano i più famosi personaggi cinematografici quali Roy Rogers, Gene Autry, Monte Hale, Tom Mix, Rocky Lane, Charles Starrett e Tim Holt.
In particolare:
- Dell Comics e Fawcett Publications arrivarono ad avere una lista molto lunga di personaggi del cinema;
- Marvel e DC Comics preferirono proporre dei personaggi originali
- Magazine Enterprises pubblicò storie sia di eroi ripresi dal cinema che personaggi originali

Dopo il successo dei primi anni anche i fumetti western entrarono in crisi e nel 1957 molti titoli non erano più pubblicati. Nel 1961 resisteva solo quelli della DC Comics. Marvel rilanciò il genere nei primi anni sessanta soprattutto tramite ristampe che resistettero per tutti gli anni settanta. Solo la Charlton Comics è riuscita a proporre titoli western fino a mettà degli anni ottanta.

### Il Western nei fumetti e nei cartoni animati italiani
In Italia esiste una fortissima tradizione fumettistica di tema esplicitamente western, con saghe che non accusano flessioni di gradimento da diversi decenni: Tex Willer (1948), Capitan Miki (1951), Il grande Blek (1954), Cocco Bill (1957), Zagor (1961), Maschera Nera (1962), El Gringo (1965), Comandante Mark (1966), Ken Parker (1977).
Nel 1965 esce West and Soda, parodia del genere western, primo lungometraggio animato di Bruno Bozzetto e terzo di produzione italiana. Da non dimenticare poi Il Giustiziere del West, il mitico Hondo, personaggio creato dallo scrittore di avventure western, l'americano Louis L'Amour e interpretato sullo schermo da John Wayne nel 1953, Gordon Jim e Un ragazzo nel far west.
Il primo fumetto western italiano fu quello creato dall'illustratore e fumettista Rino Albertarelli, Kit Carson nel 1937 per la casa editrice Arnoldo Mondadori Editore, che si ispirò ad un personaggio vissuto nella prima metà del XIX secolo, il famoso esploratore Christopher Carson (1809 - 1868). Anche il grande Andrea Pazienza dedica un racconto al tema, con la Piccola guida ragionata al (o del?) West.

## Il Western e la musica country
Uno specifico genere musicale che si ispira al tema western è costituito dalla country e western, spesso indicata come country-western o semplicemente country.
Essa è nata e si è sviluppata nel sud degli Stati Uniti ed affonda le sue radici negli stili blues e spiritual.
Il componimento musicale più propriamente western è costituito dalle ballate.

## Il Western sul palcoscenico

### Il Western e l'opera lirica
Esiste almeno un esempio di genere western applicato all'Opera lirica: La fanciulla del West, musicata da Giacomo Puccini e rappresentata per la prima volta nel 1910.